# Maningory
De Maningory is een rivier die stroomt door de regio Analanjirofo in het noordoosten van Madagaskar. Ze ontspringt in het Alaotrameer en mondt uit in de Indische Oceaan.